# Carlos Salcido
Carlos Arnoldo Salcido Flores (født 2. april 1980 i Ocotlán, Mexico) er en mexicansk fodboldspiller, der spiller som forsvarsspiller hos Guadalajara. Han har spillet for klubben siden 2014. Tidligere har han også optrådt for den mexicanske storklub Chivas, hollandske PSV Eindhoven samt for den engelske Premier League-klub Fulham.
Med PSV blev Salcido to gange, i 2007 og 2008, hollandsk mester.

## Karriere

### C.D. Guadalajara
Den 20. maj 2014 annoncerede Guadalajara officielt købet af Salcido.

## International karriere
Salcido står noteret for hele 124 kampe og ti scoringer for Mexicos landshold, som han debuterede for i 2004. Han har blandt andet repræsenteret sit land ved Confederations Cup 2005 samt ved VM i 2006, 2010, 2014 og VM i 2018. Han stoppede på det mexicanske fodboldlandshold i 2014.

## Titler
Æresdivisionen
- 2007 og 2008 med PSV Eindhoven